# Heineken Cup 2011/12

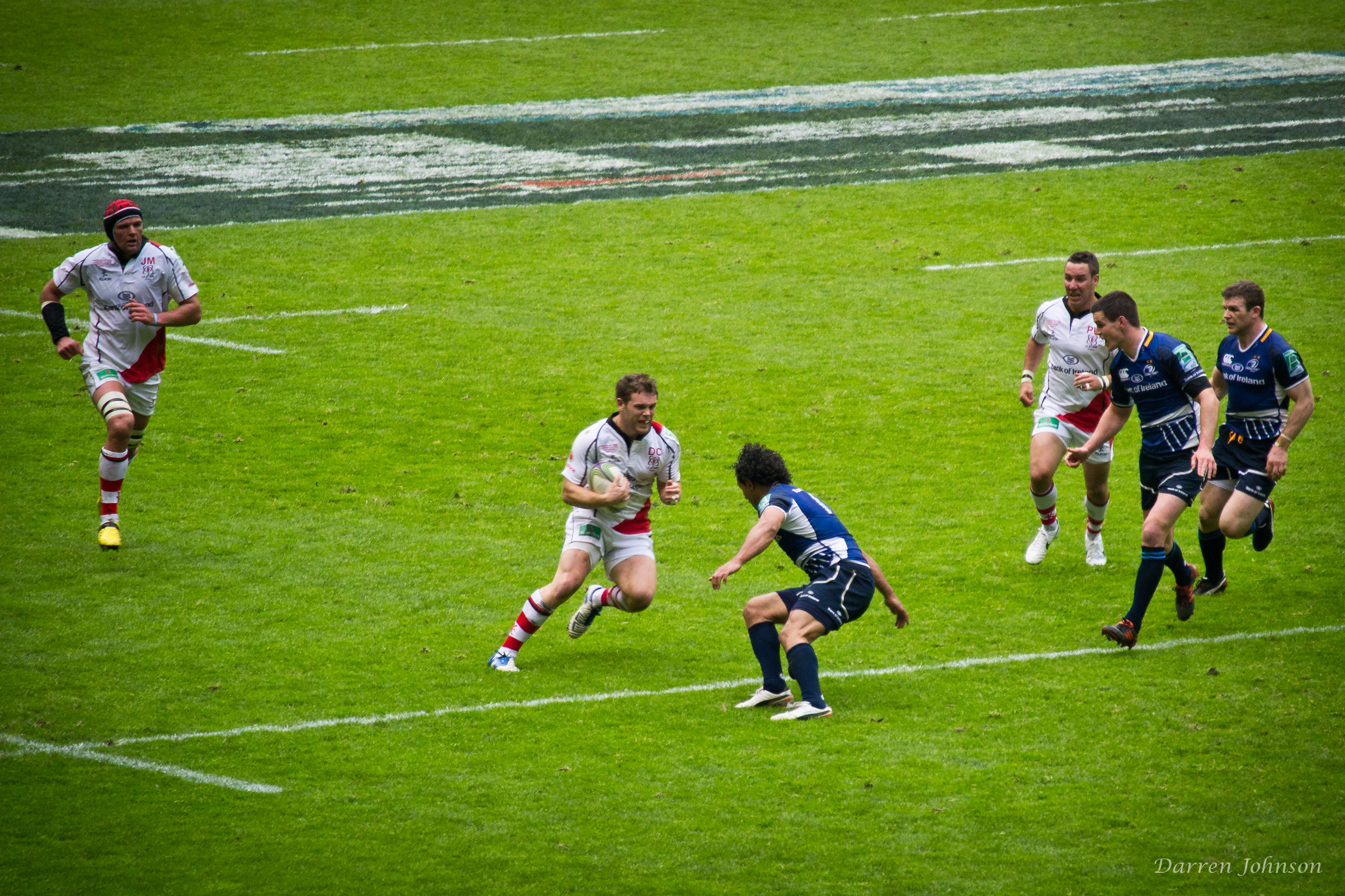
Finale des Heineken Cups 2011/12 zwischen Leinster und Ulster

Der Heineken Cup 2011/12 war die 17. Ausgabe des Heineken Cup (Vorgänger des European Rugby Champions Cup), dem wichtigsten europäischen Pokalwettbewerb im Rugby Union. Es waren 24 Mannschaften aus sechs Ländern beteiligt. Der Wettbewerb begann am 11. Oktober 2011, das Finale fand am 19. Mai 2012 im Twickenham Stadium in London statt. Das irische Team Leinster Rugby konnte seinen Titel erfolgreich verteidigen.

## Modus
Die Teilnehmer wurden am 7. Juni 2011 in sechs Gruppen mit je vier Mannschaften eingeteilt. Die Setzreihenfolge basierte auf den Ergebnissen der einzelnen Vereine in den vorangegangenen Jahren. Jede Mannschaft spielte je ein Heim- und ein Auswärtsspiel gegen die drei Gruppengegner. In der Gruppenphase erhielten die Mannschaften:
- vier Punkte für einen Sieg
- zwei Punkte für ein Unentschieden
- einen Bonuspunkt bei vier oder mehr Versuchen
- einen Bonuspunkt bei einer Niederlage mit sieben oder weniger Punkten Differenz

Für das Viertelfinale qualifizierten sich die sechs Gruppensieger (nach Anzahl gewonnener Punkte auf den Plätzen 1–6 klassiert) und die zwei besten Gruppenzweiten (auf den Plätzen 7–8 klassiert). Mannschaften auf den Plätzen 1–4 hatten im Viertelfinale Heimrecht. Es spielten der Erste gegen den Achten, der Zweite gegen den Siebten, der Dritte gegen den Sechsten und der Vierte gegen den Fünften. Drei der vier übrig gebliebenen Gruppenzweiten qualifizierten sich für das Viertelfinale im European Challenge Cup 2011/12.

## Gruppenphase

### Gruppe 1
|    | Team               | Spiele | Siege | Unent. | Ndlg. | Spiel- punkte | Diff. | Bonus- punkte | Tabellen- punkte |
| -- | ------------------ | ------ | ----- | ------ | ----- | ------------- | ----- | ------------- | ---------------- |
| 1. | Munster Rugby      | 6      | 6     | 0      | 0     | 163:118       | + 45  | 1             | 25               |
| 2. | Scarlets           | 6      | 3     | 0      | 3     | 119:124       | − 5   | 3             | 15               |
| 3. | Northampton Saints | 6      | 2     | 0      | 4     | 176:160       | + 16  | 4             | 12               |
| 4. | Castres Olympique  | 6      | 1     | 0      | 5     | 111:167       | − 56  | 3             | 7                |

| 12. November 2011 15:00 WEZ | Scarlets | 31 : 23 | Castres Olympique | Parc y Scarlets, Llanelli Zuschauer: 7.860 |
| 12. November 2011 15:00 WEZ | Bericht  |         |                   | Parc y Scarlets, Llanelli Zuschauer: 7.860 |

| 12. November 2011 18:00 WEZ | Munster Rugby | 23 : 21 | Northampton Saints | Thomond Park, Limerick Zuschauer: 25.543 |
| 12. November 2011 18:00 WEZ | Bericht       |         |                    | Thomond Park, Limerick Zuschauer: 25.543 |

| 18. November 2011 20:00 WEZ | Northampton Saints | 23 : 28 | Scarlets | Franklin’s Gardens, Northampton Zuschauer: 13.475 |
| 18. November 2011 20:00 WEZ | Bericht            |         |          | Franklin’s Gardens, Northampton Zuschauer: 13.475 |

| 19. November 2011 16:40 MEZ | Castres Olympique | 24 : 27 | Munster Rugby | Stade Ernest-Wallon, Toulouse Zuschauer: 13.500 |
| 19. November 2011 16:40 MEZ | Bericht           |         |               | Stade Ernest-Wallon, Toulouse Zuschauer: 13.500 |

| 10. Dezember 2011 15:40 WEZ | Scarlets | 14 : 17 | Munster Rugby | Parc y Scarlets, Llanelli Zuschauer: 13.183 |
| 10. Dezember 2011 15:40 WEZ | Bericht  |         |               | Parc y Scarlets, Llanelli Zuschauer: 13.183 |

| 10. Dezember 2011 14:30 MEZ | Castres Olympique | 41 : 22 | Northampton Saints | Stade Pierre-Antoine, Castres Zuschauer: 5.000 |
| 10. Dezember 2011 14:30 MEZ | Bericht           |         |                    | Stade Pierre-Antoine, Castres Zuschauer: 5.000 |

| 18. Dezember 2011 12:45 WEZ | Munster Rugby | 19 : 13 | Scarlets | Thomond Park, Limerick Zuschauer: 25.600 |
| 18. Dezember 2011 12:45 WEZ | Bericht       |         |          | Thomond Park, Limerick Zuschauer: 25.600 |

| 18. Dezember 2011 15:00 WEZ | Northampton Saints | 45 : 0 | Castres Olympique | Franklin’s Gardens, Northampton Zuschauer: 11.670 |
| 18. Dezember 2011 15:00 WEZ | Bericht            |        |                   | Franklin’s Gardens, Northampton Zuschauer: 11.670 |

| 14. Januar 2012 13:30 WEZ | Scarlets | 17 : 29 | Northampton Saints | Parc y Scarlets, Llanelli Zuschauer: 9.869 |
| 14. Januar 2012 13:30 WEZ | Bericht  |         |                    | Parc y Scarlets, Llanelli Zuschauer: 9.869 |

| 14. Januar 2012 15:40 WEZ | Munster Rugby | 26 : 10 | Castres Olympique | Thomond Park, Limerick Zuschauer: 25.600 |
| 14. Januar 2012 15:40 WEZ | Bericht       |         |                   | Thomond Park, Limerick Zuschauer: 25.600 |

| 21. Januar 2012 18:00 WEZ | Northampton Saints | 36 : 51 | Munster Rugby | Stadium:mk, Milton Keynes Zuschauer: 22.220 |
| 21. Januar 2012 18:00 WEZ | Bericht            |         |               | Stadium:mk, Milton Keynes Zuschauer: 22.220 |

| 21. Januar 2012 19:00 MEZ | Castres Olympique | 13 : 16 | Scarlets | Stade Pierre-Antoine, Castres Zuschauer: 6.500 |
| 21. Januar 2012 19:00 MEZ | Bericht           |         |          | Stade Pierre-Antoine, Castres Zuschauer: 6.500 |

### Gruppe 2
|    | Team            | Spiele | Siege | Unent. | Ndlg. | Spiel- punkte | Diff. | Bonus- punkte | Tabellen- punkte |
| -- | --------------- | ------ | ----- | ------ | ----- | ------------- | ----- | ------------- | ---------------- |
| 1. | Edinburgh Rugby | 6      | 5     | 0      | 1     | 156:138       | + 18  | 2             | 22               |
| 2. | Cardiff Blues   | 6      | 5     | 0      | 1     | 145:110       | + 35  | 1             | 21               |
| 3. | Racing Métro 92 | 6      | 1     | 0      | 5     | 160:190       | − 30  | 5             | 9                |
| 4. | London Irish    | 6      | 1     | 0      | 5     | 116:139       | − 23  | 5             | 9                |

| 11. November 2011 21:00 MEZ | Racing Métro 92 | 20 : 26 | Cardiff Blues | Stade Olympique Yves-du-Manoir, Colombes Zuschauer: 9.125 |
| 11. November 2011 21:00 MEZ | Bericht         |         |               | Stade Olympique Yves-du-Manoir, Colombes Zuschauer: 9.125 |

| 12. November 2011 13:30 WEZ | London Irish | 19 : 20 | Edinburgh Rugby | Madejski Stadium, Reading Zuschauer: 6.712 |
| 12. November 2011 13:30 WEZ | Bericht      |         |                 | Madejski Stadium, Reading Zuschauer: 6.712 |

| 18. November 2011 20:00 WEZ | Cardiff Blues | 24 : 18 | London Irish | Cardiff City Stadium, Cardiff Zuschauer: 10.358 |
| 18. November 2011 20:00 WEZ | Bericht       |         |              | Cardiff City Stadium, Cardiff Zuschauer: 10.358 |

| 18. November 2011 20:00 WEZ | Edinburgh Rugby | 48 : 47 | Racing Métro 92 | Murrayfield Stadium, Edinburgh Zuschauer: 5.809 |
| 18. November 2011 20:00 WEZ | Bericht         |         |                 | Murrayfield Stadium, Edinburgh Zuschauer: 5.809 |

| 9. Dezember 2011 20:00 WEZ | Cardiff Blues | 25 : 8 | Edinburgh Rugby | Cardiff City Stadium, Cardiff Zuschauer: 6.102 |
| 9. Dezember 2011 20:00 WEZ | Bericht       |        |                 | Cardiff City Stadium, Cardiff Zuschauer: 6.102 |

| 10. Dezember 2011 16:40 MEZ | Racing Métro 92 | 14 : 34 | London Irish | Stade Olympique Yves-du-Manoir, Colombes Zuschauer: 8.112 |
| 10. Dezember 2011 16:40 MEZ | Bericht         |         |              | Stade Olympique Yves-du-Manoir, Colombes Zuschauer: 8.112 |

| 16. Dezember 2011 20:00 WEZ | Edinburgh Rugby | 19 : 12 | Cardiff Blues | Murrayfield Stadium, Edinburgh Zuschauer: 4.384 |
| 16. Dezember 2011 20:00 WEZ | Bericht         |         |               | Murrayfield Stadium, Edinburgh Zuschauer: 4.384 |

| 17. Dezember 2011 15:00 WEZ | London Irish | 19 : 25 | Racing Métro 92 | Madejski Stadium, Reading Zuschauer: 7.011 |
| 17. Dezember 2011 15:00 WEZ | Bericht      |         |                 | Madejski Stadium, Reading Zuschauer: 7.011 |

| 13. Januar 2012 21:00 MEZ | Racing Métro 92 | 24 : 27 | Edinburgh Rugby | Stade Olympique Yves-du-Manoir, Colombes Zuschauer: 6.113 |
| 13. Januar 2012 21:00 MEZ | Bericht         |         |                 | Stade Olympique Yves-du-Manoir, Colombes Zuschauer: 6.113 |

| 14. Januar 2012 15:40 WEZ | London Irish | 15 : 22 | Cardiff Blues | Madejski Stadium, Reading Zuschauer: 9.923 |
| 14. Januar 2012 15:40 WEZ | Bericht      |         |               | Madejski Stadium, Reading Zuschauer: 9.923 |

| 22. Januar 2012 15:15 WEZ | Cardiff Blues | 36 : 30 | Racing Métro 92 | Cardiff City Stadium, Cardiff Zuschauer: 8.091 |
| 22. Januar 2012 15:15 WEZ | Bericht       |         |                 | Cardiff City Stadium, Cardiff Zuschauer: 8.091 |

| 22. Januar 2012 15:15 WEZ | Edinburgh Rugby | 34 : 11 | London Irish | Murrayfield Stadium, Edinburgh Zuschauer: 10.892 |
| 22. Januar 2012 15:15 WEZ | Bericht         |         |              | Murrayfield Stadium, Edinburgh Zuschauer: 10.892 |

### Gruppe 3
|    | Team                      | Spiele | Siege | Unent. | Ndlg. | Spiel- punkte | Diff. | Bonus- punkte | Tabellen- punkte |
| -- | ------------------------- | ------ | ----- | ------ | ----- | ------------- | ----- | ------------- | ---------------- |
| 1. | Leinster Rugby            | 6      | 5     | 1      | 0     | 172:88        | + 84  | 2             | 24               |
| 2. | Glasgow Warriors          | 6      | 2     | 1      | 3     | 106:133       | − 27  | 2             | 12               |
| 3. | Bath Rugby                | 6      | 2     | 0      | 4     | 122:151       | − 29  | 3             | 11               |
| 4. | Montpellier Hérault Rugby | 6      | 1     | 2      | 3     | 84:112        | − 28  | 2             | 10               |

| 12. November 2011 14:30 MEZ | Montpellier Hérault RC | 16 : 16 | Leinster Rugby | Stade de la Mosson, Montpellier Zuschauer: 20.182 |
| 12. November 2011 14:30 MEZ | Bericht                |         |                | Stade de la Mosson, Montpellier Zuschauer: 20.182 |

| 13. November 2011 12:45 WEZ | Glasgow Warriors | 26 : 21 | Bath Rugby | Firhill Stadium, Glasgow Zuschauer: 4.208 |
| 13. November 2011 12:45 WEZ | Bericht          |         |            | Firhill Stadium, Glasgow Zuschauer: 4.208 |

| 20. November 2011 12:45 WEZ | Leinster Rugby | 38 : 13 | Glasgow Warriors | RDS Arena, Dublin Zuschauer: 17.924 |
| 20. November 2011 12:45 WEZ | Bericht        |         |                  | RDS Arena, Dublin Zuschauer: 17.924 |

| 20. November 2011 15:00 WEZ | Bath Rugby | 16 : 13 | Montpellier Hérault RC | Recreation Ground, Bath Zuschauer: 11.785 |
| 20. November 2011 15:00 WEZ | Bericht    |         |                        | Recreation Ground, Bath Zuschauer: 11.785 |

| 11. Dezember 2011 12:45 WEZ | Glasgow Warriors | 20 : 15 | Montpellier Hérault RC | Firhill Stadium, Glasgow Zuschauer: 5.287 |
| 11. Dezember 2011 12:45 WEZ | Bericht          |         |                        | Firhill Stadium, Glasgow Zuschauer: 5.287 |

| 11. Dezember 2011 12:45 WEZ | Bath Rugby | 13 : 18 | Leinster Rugby | Recreation Ground, Bath Zuschauer: 12.200 |
| 11. Dezember 2011 12:45 WEZ | Bericht    |         |                | Recreation Ground, Bath Zuschauer: 12.200 |

| 17. Dezember 2011 16:40 MEZ | Montpellier Hérault RC | 13 : 13 | Glasgow Warriors | Stade Yves-du-Manoir, Montpellier Zuschauer: 7.917 |
| 17. Dezember 2011 16:40 MEZ | Bericht                |         |                  | Stade Yves-du-Manoir, Montpellier Zuschauer: 7.917 |

| 17. Dezember 2011 18:00 WEZ | Leinster Rugby | 52 : 27 | Bath Rugby | Aviva Stadium, Dublin Zuschauer: 46.365 |
| 17. Dezember 2011 18:00 WEZ | Bericht        |         |            | Aviva Stadium, Dublin Zuschauer: 46.365 |

| 14. Januar 2012 14:00 MEZ | Montpellier Hérault RC | 24 : 22 | Bath Rugby | Stade Yves-du-Manoir, Montpellier Zuschauer: 10.106 |
| 14. Januar 2012 14:00 MEZ | Bericht                |         |            | Stade Yves-du-Manoir, Montpellier Zuschauer: 10.106 |

| 15. Januar 2012 12:45 WEZ | Glasgow Warriors | 16 : 23 | Leinster Rugby | Firhill Stadium, Glasgow Zuschauer: 6.479 |
| 15. Januar 2012 12:45 WEZ | Bericht          |         |                | Firhill Stadium, Glasgow Zuschauer: 6.479 |

| 21. Januar 2012 13:30 WEZ | Bath Rugby | 23 : 18 | Glasgow Warriors | Recreation Ground, Bath Zuschauer: 11.015 |
| 21. Januar 2012 13:30 WEZ | Bericht    |         |                  | Recreation Ground, Bath Zuschauer: 11.015 |

| 21. Januar 2012 13:30 WEZ | Leinster Rugby | 25 : 3 | Montpellier Hérault RC | RDS Arena, Dublin Zuschauer: 18.500 |
| 21. Januar 2012 13:30 WEZ | Bericht        |        |                        | RDS Arena, Dublin Zuschauer: 18.500 |

### Gruppe 4
|    | Team                  | Spiele | Siege | Unent. | Ndlg. | Spiel- punkte | Diff. | Bonus- punkte | Tabellen- punkte |
| -- | --------------------- | ------ | ----- | ------ | ----- | ------------- | ----- | ------------- | ---------------- |
| 1. | ASM Clermont Auvergne | 6      | 4     | 0      | 2     | 215:69        | + 146 | 4             | 20               |
| 2. | Ulster Rugby          | 6      | 4     | 0      | 2     | 158:87        | + 71  | 4             | 20               |
| 3. | Leicester Tigers      | 6      | 4     | 0      | 2     | 123:117       | + 6   | 1             | 17               |
| 4. | Aironi                | 6      | 0     | 0      | 6     | 51:274        | − 223 | 0             | 0                |

| 12. November 2011 14:30 MEZ | Aironi  | 12 : 28 | Leicester Tigers | Stadio Brianteo, Monza Zuschauer: 8.151 |
| 12. November 2011 14:30 MEZ | Bericht |         |                  | Stadio Brianteo, Monza Zuschauer: 8.151 |

| 12. November 2011 15:40 WEZ | Ulster Rugby | 16 : 11 | ASM Clermont Auvergne | Ravenhill Stadium, Belfast Zuschauer: 9.385 |
| 12. November 2011 15:40 WEZ | Bericht      |         |                       | Ravenhill Stadium, Belfast Zuschauer: 9.385 |

| 18. November 2011 21:00 MEZ | ASM Clermont Auvergne | 54 : 3 | Aironi | Stade Marcel-Michelin, Clermont-Ferrand Zuschauer: 17.589 |
| 18. November 2011 21:00 MEZ | Bericht               |        |        | Stade Marcel-Michelin, Clermont-Ferrand Zuschauer: 17.589 |

| 20. November 2011 18:00 WEZ | Leicester Tigers | 20 : 9 | Ulster Rugby | Welford Road Stadium, Leicester Zuschauer: 21.473 |
| 20. November 2011 18:00 WEZ | Bericht          |        |              | Welford Road Stadium, Leicester Zuschauer: 21.473 |

| 9. Dezember 2011 19:30 WEZ | Ulster Rugby | 31 : 10 | Aironi | Ravenhill Stadium, Belfast Zuschauer: 7.494 |
| 9. Dezember 2011 19:30 WEZ | Bericht      |         |        | Ravenhill Stadium, Belfast Zuschauer: 7.494 |

| 11. Dezember 2011 16:00 MEZ | ASM Clermont Auvergne | 30 : 12 | Leicester Tigers | Stade Marcel-Michelin, Clermont-Ferrand Zuschauer: 17.688 |
| 11. Dezember 2011 16:00 MEZ | Bericht               |         |                  | Stade Marcel-Michelin, Clermont-Ferrand Zuschauer: 17.688 |

| 16. Dezember 2011 13:30 WEZ | Leicester Tigers | 23 : 19 | ASM Clermont Auvergne | Welford Road Stadium, Leicester Zuschauer: 20.202 |
| 16. Dezember 2011 13:30 WEZ | Bericht          |         |                       | Welford Road Stadium, Leicester Zuschauer: 20.202 |

| 17. Dezember 2011 14:30 MEZ | Aironi  | 20 : 46 | Ulster Rugby | Stadio Luigi Zaffanella, Viadana Zuschauer: 5.000 |
| 17. Dezember 2011 14:30 MEZ | Bericht |         |              | Stadio Luigi Zaffanella, Viadana Zuschauer: 5.000 |

| 13. Januar 2012 20:00 WEZ | Ulster Rugby | 41 : 7 | Leicester Tigers | Ravenhill Stadium, Belfast Zuschauer: 11.900 |
| 13. Januar 2012 20:00 WEZ | Bericht      |        |                  | Ravenhill Stadium, Belfast Zuschauer: 11.900 |

| 14. Januar 2012 14:30 MEZ | Aironi  | 0 : 82 | ASM Clermont Auvergne | Stadio Brianteo, Monza Zuschauer: 4.921 |
| 14. Januar 2012 14:30 MEZ | Bericht |        |                       | Stadio Brianteo, Monza Zuschauer: 4.921 |

| 21. Januar 2012 15:40 WEZ | Leicester Tigers | 33 : 6 | Aironi | Welford Road Stadium, Leicester Zuschauer: 19.652 |
| 21. Januar 2012 15:40 WEZ | Bericht          |        |        | Welford Road Stadium, Leicester Zuschauer: 19.652 |

| 21. Januar 2012 16:40 MEZ | ASM Clermont Auvergne | 19 : 15 | Ulster | Stade Marcel-Michelin, Clermont-Ferrand Zuschauer: 17.633 |
| 21. Januar 2012 16:40 MEZ | Bericht               |         |        | Stade Marcel-Michelin, Clermont-Ferrand Zuschauer: 17.633 |

### Gruppe 5
|    | Team                   | Spiele | Siege | Unent. | Ndlg. | Spiel- punkte | Diff. | Bonus- punkte | Tabellen- punkte |
| -- | ---------------------- | ------ | ----- | ------ | ----- | ------------- | ----- | ------------- | ---------------- |
| 1. | Saracens               | 6      | 5     | 0      | 1     | 145:107       | + 38  | 2             | 22               |
| 2. | Biarritz Olympique     | 6      | 3     | 0      | 3     | 143:105       | + 38  | 6             | 18               |
| 3. | Ospreys                | 6      | 2     | 1      | 3     | 142:147       | − 5   | 3             | 13               |
| 4. | Benetton Rugby Treviso | 6      | 1     | 1      | 4     | 122:193       | − 71  | 1             | 7                |

| 12. November 2011 15:40 WEZ | Ospreys | 28 : 21 | Biarritz Olympique | Liberty Stadium, Swansea Zuschauer: 7.732 |
| 12. November 2011 15:40 WEZ | Bericht |         |                    | Liberty Stadium, Swansea Zuschauer: 7.732 |

| 13. November 2011 15:40 WEZ | Saracens | 42 : 17 | Benetton Rugby Treviso | Vicarage Road, Watford Zuschauer: 5.077 |
| 13. November 2011 15:40 WEZ | Bericht  |         |                        | Vicarage Road, Watford Zuschauer: 5.077 |

| 19. November 2011 14:30 MEZ | Biarritz Olympique | 15 : 10 | Saracens | Parc des Sports d’Aguiléra, Biarritz Zuschauer: 9.782 |
| 19. November 2011 14:30 MEZ | Bericht            |         |          | Parc des Sports d’Aguiléra, Biarritz Zuschauer: 9.782 |

| 19. November 2011 14:30 MEZ | Benetton Rugby Treviso | 26 : 26 | Ospreys | Stadio Comunale di Monigo, Treviso Zuschauer: 4.500 |
| 19. November 2011 14:30 MEZ | Bericht                |         |         | Stadio Comunale di Monigo, Treviso Zuschauer: 4.500 |

| 10. Dezember 2011 14:30 MEZ | Benetton Rugby Treviso | 30 : 26 | Biarritz Olympique | Stadio Comunale di Monigo, Treviso Zuschauer: 4.000 |
| 10. Dezember 2011 14:30 MEZ | Bericht                |         |                    | Stadio Comunale di Monigo, Treviso Zuschauer: 4.000 |

| 10. Dezember 2011 18:30 WEZ | Saracens | 31 : 26 | Ospreys | Wembley-Stadion, London Zuschauer: 41.063 |
| 10. Dezember 2011 18:30 WEZ | Bericht  |         |         | Wembley-Stadion, London Zuschauer: 41.063 |

| 16. Dezember 2011 20:00 WEZ | Ospreys | 13 : 16 | Saracens | Liberty Stadium, Swansea Zuschauer: 7.098 |
| 16. Dezember 2011 20:00 WEZ | Bericht |         |          | Liberty Stadium, Swansea Zuschauer: 7.098 |

| 16. Dezember 2011 21:00 MEZ | Biarritz Olympique | 29 : 12 | Benetton Rugby Treviso | Parc des Sports d’Aguiléra, Biarritz Zuschauer: 7.513 |
| 16. Dezember 2011 21:00 MEZ | Bericht            |         |                        | Parc des Sports d’Aguiléra, Biarritz Zuschauer: 7.513 |

| 13. Januar 2012 20:00 WEZ | Ospreys | 44 : 17 | Benetton Rugby Treviso | Liberty Stadium, Swansea Zuschauer: 5.411 |
| 13. Januar 2012 20:00 WEZ | Bericht |         |                        | Liberty Stadium, Swansea Zuschauer: 5.411 |

| 15. Januar 2012 15:00 WEZ | Saracens | 20 : 16 | Biarritz Olympique | Vicarage Road, Watford Zuschauer: 6.789 |
| 15. Januar 2012 15:00 WEZ | Bericht  |         |                    | Vicarage Road, Watford Zuschauer: 6.789 |

| 22. Januar 2012 14:00 MEZ | Benetton Rugby Treviso | 20 : 26 | Saracens | Stadio Comunale di Monigo, Treviso Zuschauer: 4.500 |
| 22. Januar 2012 14:00 MEZ | Bericht                |         |          | Stadio Comunale di Monigo, Treviso Zuschauer: 4.500 |

| 22. Januar 2012 14:00 MEZ | Biarritz Olympique | 35 : 5 | Ospreys | Parc des Sports d’Aguiléra, Biarritz Zuschauer: 9.412 |
| 22. Januar 2012 14:00 MEZ | Bericht            |        |         | Parc des Sports d’Aguiléra, Biarritz Zuschauer: 9.412 |

### Gruppe 6
|    | Team             | Spiele | Siege | Unent. | Ndlg. | Spiel- punkte | Diff. | Bonus- punkte | Tabellen- punkte |
| -- | ---------------- | ------ | ----- | ------ | ----- | ------------- | ----- | ------------- | ---------------- |
| 1. | Stade Toulousain | 6      | 4     | 0      | 2     | 150:105       | + 45  | 2             | 18               |
| 2. | Harlequins       | 6      | 4     | 0      | 2     | 122:94        | + 28  | 1             | 17               |
| 3. | Gloucester Rugby | 6      | 3     | 0      | 3     | 111:122       | − 11  | 3             | 15               |
| 4. | Connacht Rugby   | 6      | 1     | 0      | 5     | 68:130        | − 62  | 2             | 6                |

| 11. November 2011 20:00 WEZ | Harlequins | 25 : 17 | Connacht Rugby | The Stoop, London Zuschauer: 11.856 |
| 11. November 2011 20:00 WEZ | Bericht    |         |                | The Stoop, London Zuschauer: 11.856 |

| 13. November 2011 16:00 MEZ | Stade Toulousain | 21 : 17 | Gloucester Rugby | Stade Ernest-Wallon, Toulouse Zuschauer: 18.500 |
| 13. November 2011 16:00 MEZ | Bericht          |         |                  | Stade Ernest-Wallon, Toulouse Zuschauer: 18.500 |

| 19. November 2011 15:40 WEZ | Gloucester Rugby | 9 : 28 | Harlequins | Kingsholm Stadium, Gloucester Zuschauer: 12.320 |
| 19. November 2011 15:40 WEZ | Bericht          |        |            | Kingsholm Stadium, Gloucester Zuschauer: 12.320 |

| 19. November 2011 18:00 WEZ | Connacht Rugby | 10 : 36 | Stade Toulousain | Galway Sportsgrounds, Galway Zuschauer: 9.120 |
| 19. November 2011 18:00 WEZ | Bericht        |         |                  | Galway Sportsgrounds, Galway Zuschauer: 9.120 |

| 9. Dezember 2011 20:00 WEZ | Harlequins | 10 : 21 | Stade Toulousain | The Stoop, London Zuschauer: 14.282 |
| 9. Dezember 2011 20:00 WEZ | Bericht    |         |                  | The Stoop, London Zuschauer: 14.282 |

| 10. Dezember 2011 13:30 WEZ | Connacht Rugby | 10 : 14 | Gloucester Rugby | Galway Sportsgrounds, Galway Zuschauer: 5.115 |
| 10. Dezember 2011 13:30 WEZ | Bericht        |         |                  | Galway Sportsgrounds, Galway Zuschauer: 5.115 |

| 17. Dezember 2011 15:40 WEZ | Gloucester Rugby | 23 : 19 | Connacht Rugby | Kingsholm Stadium, Gloucester Zuschauer: 10.786 |
| 17. Dezember 2011 15:40 WEZ | Bericht          |         |                | Kingsholm Stadium, Gloucester Zuschauer: 10.786 |

| 18. Dezember 2011 16:00 MEZ | Stade Toulousain | 24 : 31 | Harlequins | Stadium Municipal, Toulouse Zuschauer: 32.000 |
| 18. Dezember 2011 16:00 MEZ | Bericht          |         |            | Stadium Municipal, Toulouse Zuschauer: 32.000 |

| 14. Januar 2012 16:40 MEZ | Stade Toulousain | 24 : 3 | Connacht Rugby | Stade Ernest-Wallon, Toulouse Zuschauer: 18.508 |
| 14. Januar 2012 16:40 MEZ | Bericht          |        |                | Stade Ernest-Wallon, Toulouse Zuschauer: 18.508 |

| 14. Januar 2012 18:00 WEZ | Harlequins | 20 : 14 | Gloucester Rugby | The Stoop, London Zuschauer: 12.772 |
| 14. Januar 2012 18:00 WEZ | Bericht    |         |                  | The Stoop, London Zuschauer: 12.772 |

| 20. Januar 2012 20:00 WEZ | Connacht Rugby | 9 : 8 | Harlequins | Galway Sportsgrounds, Galway Zuschauer: 5.420 |
| 20. Januar 2012 20:00 WEZ | Bericht        |       |            | Galway Sportsgrounds, Galway Zuschauer: 5.420 |

| 20. Januar 2012 20:00 WEZ | Gloucester Rugby | 34 : 24 | Stade Toulousain | Kingsholm Stadium, Gloucester Zuschauer: 13.077 |
| 20. Januar 2012 20:00 WEZ | Bericht          |         |                  | Kingsholm Stadium, Gloucester Zuschauer: 13.077 |

## K.-o.-Runde

### Setzliste
1. Munster Rugby
2. Leinster Rugby
3. Edinburgh Rugby
4. Saracens
5. ASM Clermont Auvergne
6. Stade Toulousain
7. Cardiff Blues
8. Ulster Rugby

### Viertelfinale
| 7. April 2012 15:00 WESZ | Edinburgh Rugby | 19 : 14         | Stade Toulousain                                                       | Murrayfield Stadium, Edinburgh Zuschauer: 37.881 Schiedsrichter: Nigel Owens (Wales) |
| 7. April 2012 15:00 WESZ | Versuche: Blair 1. erh. Erhöhungen: Laidlaw (1/1) Straftritte: Laidlaw (3/4) 46., 51., 80. Dropgoals: Laidlaw (1/1) 38. | (10:14) Bericht | Versuche: Matanavou 30. n.erh. Straftritte: Beauxis (3/5) 5., 19., 28. | Murrayfield Stadium, Edinburgh Zuschauer: 37.881 Schiedsrichter: Nigel Owens (Wales) |

| 7. April 2012 17:45 WESZ | Leinster Rugby | 34 : 3         | Cardiff Blues                   | Aviva Stadium, Dublin Zuschauer: 50.340 Schiedsrichter: Dave Pearson (England) |
| 7. April 2012 17:45 WESZ | Versuche: Nacewa 12. erh. Kearney 30. erh., 41. erh. O’Driscoll 34. erh. Erhöhungen: Sexton (4/4) Straftritte: Sexton (2/3) 8., 23. | (27:3) Bericht | Straftritte: Halfpenny (1/1) 2. | Aviva Stadium, Dublin Zuschauer: 50.340 Schiedsrichter: Dave Pearson (England) |

| 8. April 2012 13:45 WESZ | Munster Rugby                                                                            | 16 : 22         | Ulster Rugby | Thomond Park, Limerick Zuschauer: 26.500 Schiedsrichter: Romain Poite (Frankreich) |
| 8. April 2012 13:45 WESZ | Versuche: Zebo 34. erh. Erhöhungen: O’Gara (1/1) Straftritte: O’Gara (3/4) 40., 49., 61. | (10:19) Bericht | Versuche: Gilroy 16. erh. Erhöhungen: Pienaar (1/1) Straftritte: Pienaar (4/5) 5., 11., 20., 59. Dropgoals: Humphreys (1/1) 32. | Thomond Park, Limerick Zuschauer: 26.500 Schiedsrichter: Romain Poite (Frankreich) |

| 8. April 2012 16:30 WESZ | Saracens                       | 3 : 22        | ASM Clermont Auvergne                                                                                                  | Vicarage Road, Watford Zuschauer: 11.047 Schiedsrichter: Alain Rolland (Irland) |
| 8. April 2012 16:30 WESZ | Straftritte: Farrell (1/1) 16. | (3:9) Bericht | Versuche: Byrne 43. erh. Erhöhungen: James (1/1) Straftritte: James (4/6) 7., 11., 13., 55. Dropgoals: James (1/1) 49. | Vicarage Road, Watford Zuschauer: 11.047 Schiedsrichter: Alain Rolland (Irland) |

### Halbfinale
| 28. April 2012 17:45 WESZ | Ulster Rugby                                                                                              | 22 : 19        | Edinburgh Rugby                                                                                    | Aviva Stadium, Dublin Zuschauer: 45.147 Schiedsrichter: Romain Poite (Frankreich) |
| 28. April 2012 17:45 WESZ | Versuche: Wannenburg 15. erh. Erhöhungen: Pienaar (1/1) Straftritte: Pienaar (5/5) 5., 38., 58., 63., 75. | (13:9) Bericht | Versuche: Thompson 80. erh. Erhöhungen: Laidlaw (1/1) Straftritte: Laidlaw (4/4) 9., 11., 40., 45. | Aviva Stadium, Dublin Zuschauer: 45.147 Schiedsrichter: Romain Poite (Frankreich) |

| 29. April 2012 16:00 MESZ | ASM Clermont Auvergne                           | 15 : 19        | Leinster Rugby | Stade Chaban-Delmas, Bordeaux Zuschauer: 32.397 Schiedsrichter: Wayne Barnes (England) |
| 29. April 2012 16:00 MESZ | Erhöhungen: James (5/6) 18., 31., 36., 39., 52. | (12:6) Bericht | Versuche: Healy 41. erh. Erhöhungen: Sexton (1/1) Straftritte: Sexton (3/4) 8., 34., 63. Dropgoals: Kearney (1/1) 46. | Stade Chaban-Delmas, Bordeaux Zuschauer: 32.397 Schiedsrichter: Wayne Barnes (England) |

### Finale
| 19. Mai 2012 17:00 WESZ | Leinster Rugby | 42 : 14        | Ulster Rugby                                                      | Twickenham Stadium, London Zuschauer: 81.774 Schiedsrichter: Nigel Owens (Wales) |
| 19. Mai 2012 17:00 WESZ | Versuche: O’Brien 12. erh. Healy 31. erh. Strafversuch 44. erh. Van der Merwe 76. n.erh. Cronin 80. erh. Erhöhungen: Sexton (3/3) McFadden (1/2) Straftritte: Sexton (3/4) 51., 67., 73. | (14:6) Bericht | Versuche: Tuohy 60. n.erh. Erhöhungen: Pienaar (3/3) 7., 40., 49. | Twickenham Stadium, London Zuschauer: 81.774 Schiedsrichter: Nigel Owens (Wales) |

| 15                 | Rob Kearney          | 72.     |
| 14                 | Fergus McFadden      |         |
| 13                 | Brian O’Driscoll     | 67. 72. |
| 12                 | Gordon D’Arcy        |         |
| 11                 | Isa Nacewa           |         |
| 10                 | Jonathan Sexton      | 73.     |
| 09                 | Eoin Reddan          | 74.     |
| 08                 | Jamie Heaslip        |         |
| 07                 | Sean O’Brien         |         |
| 06                 | Kevin McLaughlin     | 62.     |
| 05                 | Brad Thorn           |         |
| 04                 | Leo Cullen (c)       | 57.     |
| 03                 | Mike Ross            | 69.     |
| 02                 | Richardt Strauss     | 67.     |
| 01                 | Cian Healy           | 62.     |
| Auswechselspieler: |                      |         |
| 16                 | Seán Cronin          | 67.     |
| 17                 | Heinke van der Merwe | 62.     |
| 18                 | Nathan White         | 69.     |
| 19                 | Devin Toner          | 57.     |
| 20                 | Shane Jennings       | 62.     |
| 21                 | John Cooney          | 74.     |
| 22                 | Ian Madigan          | 73.     |
| 23                 | Dave Kearney         | 67.     |

| 15                 | Stefan Terblanche  | 72. bis 80.′ |
| 14                 | Andrew Trimble     |              |
| 13                 | Darren Cave        | 79.          |
| 12                 | Paddy Wallace      |              |
| 11                 | Craig Gilroy       |              |
| 10                 | Paddy Jackson      | 45.          |
| 09                 | Ruan Pienaar       |              |
| 08                 | Pedrie Wannenburg  |              |
| 07                 | Chris Henry        | 67.          |
| 06                 | Stephen Ferris     |              |
| 05                 | Dan Tuohy          | 79.          |
| 04                 | Johann Muller (c)  |              |
| 03                 | John Afoa          | 73.          |
| 02                 | Rory Best          | 77.          |
| 01                 | Tom Court          | 74.          |
| Auswechselspieler: |                    |              |
| 16                 | Nigel Brady        | 77.          |
| 17                 | Paddy McAllister   | 74.          |
| 18                 | Declan Fitzpatrick | 73.          |
| 19                 | Lewis Stevenson    | 79.          |
| 20                 | Willie Faloon      | 67.          |
| 21                 | Paul Marshall      | 69.          |
| 22                 | Ian Humphreys      | 45. 69.      |
| 23                 | Adam D’Arcy        | 79.          |

## Statistik
Quelle: Statistik ERC

### Meiste erzielte Versuche
|   | Name            | Team                  | Versuche |
| - | --------------- | --------------------- | -------- |
| 1 | Timoci Matanavu | Stade Toulousain      | 8        |
| 2 | Rob Kearney     | Leinster Rugby        | 6        |
| 3 | Mike Brown      | Harlequins            | 5        |
| 3 | Julien Malzieu  | ASM Clermont Auvergne | 5        |

### Meiste erzielte Punkte
|   | Name            | Team            | Punkte |
| - | --------------- | --------------- | ------ |
| 1 | Jonathan Sexton | Leinster Rugby  | 103    |
| 2 | Ronan O’Gara    | Munster Rugby   | 102    |
| 3 | Greig Laidlaw   | Edinburgh Rugby | 096    |
| 4 | Owen Farrell    | Saracens        | 088    |
| 5 | Ruan Pienaar    | Ulster Rugby    | 080    |